# 4월 21일
4월 21일은 그레고리력으로 111번째(윤년일 경우 112번째) 날에 해당한다.

## 사건
- 기원전 753년 - 로물루스와 레무스가 로마를 세우다.
- 1509년 - 헨리 8세가 잉글랜드 왕국의 왕위에 오르다.
- 1836년 - 텍사스 혁명: 샌재신토 전투가 일어나다.
- 1921년 - 모스크바에서 동방노력자공산대학이 코민테른에 의해 설립되다.
- 1944년 - 프랑스의 여성들이 투표권을 얻다.
- 1953년 - 조지프 매카시의 수석 조수 두 명이 USIS 도서관이 소장한 30000여권의 책의 블랙리스트를 작성하다.
- 1960년 - 건축가 르 코르뷔지에의 생각에 기초한 계획도시인 브라질리아가 브라질의 공식 수도가 되다.
- 1967년 - 그리스에서 육군 대령 요르요스 파파도풀로스가 군사 쿠데타를 일으키다.
- 1980년 - 사북 사건 발생.
- 1998년 - 독일에서 테러단체인 독일 적군파가 자진 해산하다.
- 2006년 - 네팔의 갸넨드라 국왕, 입헌군주제 실시 발표.

## 문화
- 1989년 - 닌텐도에서 게임보이를 발매하다.
- 1994년 - 태양계 밖에 있는 행성을 최초로 발견하다.
- 2007년 - 프로야구에서 이대호가 사직야구장 최초 장외홈런을 기록했다.
- 2008년 - 대한민국 제주특별자치도 서귀포시에 국가태풍센터가 개소하다.
- 2008년 - 대한민국 광주광역시에서 광주원음방송 개국.
- 2009년 - 유럽 남방 천문대는 지금까지 발견된 외계 행성들 중 지구와 가장 비슷한 크기의 글리제 581 e를 발견했다고 공식 발표했다.
- 2011년 -
  - 에이핑크가 Mnet의 엠카운트다운에서 데뷔함
  - 아이돌 그룹 B1A4 데뷔 음반이자 미니 1집 'Let's Fly' 발매.
- 2015년 - 걸그룹 오마이걸이 SBS MTV 더 쇼에서 데뷔했다.
- 2016년 - 대한민국 유일의 판다 체험공간 에버랜드 판다월드가 개장했다.

## 탄생
- 1652년 - 프랑스의 수학자 미셸 롤. (~1719년)
- 1671년 - 스코틀랜드의 경제학자 존 로. (~1729년)
- 1774년 - 프랑스의 수학자, 물리학자, 천문학자 장바티스트 비오. (~1862년)
- 1782년 - 독일의 교육자 프리드리히 프뢰벨. (~1852년)
- 1816년 - 영국의 소설가 샬럿 브론테. (~1855년)
- 1864년 - 독일의 사회학자 막스 베버. (~1920년)
- 1867년 - 일제강점기의 독립운동가 이회영. (~1932년)
- 1879년 - 인도네시아의 민족운동가 카르티니. (~1904년)
- 1882년 - 일본의 소설가 및 평론가 이쿠타 조코. (~1936년)
- 1889년 - 스위스의 화학자 파울 카러. (~1971년)
- 1897년 - 대한민국의 정치인 구중회.
- 1906년 - 일제강점기와 대한민국의 교육인 이은혜. (~1980년)
- 1911년 - 대한민국의 교육자 전 영부인 공덕귀. (~1997년)
- 1915년
  - 일제강점기와 대한민국의 축구 선수 박규정. (~2000년)
  - 미국의 배우 앤서니 퀸. (~2001년)
- 1917년 - 대한민국의 배우 강계식. (~2000년)
- 1926년 - 영국의 국왕 엘리자베스 2세. (~2022년)
- 1930년 - 이탈리아의 배우 실바나 망가노. (~1989년)
- 1946년 - 프랑스의 영화 감독, 영화 각본가, 교수 클레르 드니.
- 1947년 - 미국의 가수 이기 팝.
- 1950년 - 일본의 기업인 기미시마 다쓰미.
- 1951년
  - 미국의 수학자 마이클 프리드먼.
  - 대한민국의 배우 김영애. (~2017년)
  - 벨기에의 영화 감독, 영화 제작자 장피에르 다르덴.
- 1952년 - 프랑스의 영화 감독, 각본가 자크 오디아르.
- 1954년 - 대한민국의 축구 선수 조광래.
- 1955년 - 뉴질랜드의 제7대 마오리 국왕 투헤이티아 파키. (~2024년)
- 1958년
  - 미국의 배우 앤디 맥다월.
  - 일본의 만화가 우스이 요시토. (~2009년)
- 1961년
  - 대한민국의 가수 장덕. (~1990년)
  - 대한민국의 배우 이재훈. (~2007년)
- 1962년
  - 대한민국의 전 야구 선수, 현 야구 코치 이상군.
  - 대한민국의 전 축구 선수 및 축구 지도자 최윤겸.
- 1963년 - 미국의 야구 선수 켄 캐미니티. (~2004년)
- 1964년 - 대한민국의 배우 배도환.
- 1965년
  - 대한민국의 법조인 고기영.
  - 대한민국의 행정학자 박순애.
- 1969년
  - 대한민국의 성우 박형욱.
  - 잉글랜드의 배우 토비 스티븐스.
  - 미국의 저널리스트, 진행자 로빈 미드.
- 1970년 - 아일랜드이 가수, 배우 글렌 핸사드.
- 1971년 - 대한민국의 노동운동가. 노조위원장 이상직.
- 1972년 - 대한민국의 정치인 우성빈.
- 1973년
  - 일본의 성우 효세이.
  - 일본의 성우 코니시 카츠유키.
- 1974년
  - 대한민국의 배우 하은섬.
  - 미국의 야구 선수 클리프 브룸바.
- 1975년 - 도미니카 공화국의 야구 선수 아킬리노 로페스.
- 1979년
  - 대한민국의 야구 선수 박용택.
  - 영국의 영화배우 제임스 맥어보이.
  - 대한민국의 배우 임현성.
- 1980년 - 일본의 성우 시모노 히로.
- 1981년
  - 대한민국의 배우 김지석.
  - 루마니아의 펜싱 선수 플로린 잘로미르. (~2022년)
- 1982년 - 대한민국의 전 가수, 배우 유현수.
- 1983년
  - 대한민국의 아나운서 장성규.
  - 대한민국의 가수 마르코.
- 1984년
  - 대한민국의 배우 김호창.
  - 대한민국의 아나운서 강서은.
  - 대한민국의 전 농구 선수 정병국.
- 1985년
  - 대한민국의 배우 이태성.
  - 대한민국의 인터넷 방송인 겜브링.
- 1986년 - 대한민국의 축구 선수 고슬기.
- 1988년
  - 대한민국의 축구 선수 김지환.
  - 대한민국의 아이스하키 선수 김상욱.
- 1989년 - 일본의 유튜버 HIKAKIN.
- 1990년 - 대한민국의 배우 정지안.
- 1991년 - 대한민국에서 활동 중인 가나의 방송인 샘 오취리.
- 1992년
  - 스페인의 축구 선수 이스코.
  - 미국의 야구 선수 작 피더슨.
- 1993년 - 대한민국의 래퍼 키미.
- 1994년
  - 대한민국의 전 가수 강준 (씨클라운).
  - 대한민국의 가수 김한주 (실리카겔).
  - 스웨덴의 축구 선수 루드비그 아우구스틴손.
- 1995년 - 대한민국의 배우 고말숙.
- 1996년 - 대한민국의 배우 최경민.
- 1997년
  - 일본의 가수 타카기 사유키 (Juice=Juice).
  - 대한민국의 축구 선수 권승리.
  - 대한민국의 농구 선수 김준형.
  - 대한민국의 오버워치 프로게이머 스티치.
- 1998년
  - 대한민국의 가수, 배우 고성민.
  - 대한민국의 축구 선수 장재원.
- 1999년
  - 대한민국의 가수 최현석.
  - 대한민국의 유도 선수 한주엽.
- 2002년 - 대한민국의 배우 박수연.
- 2004년 - 대한민국의 야구 선수 김정운.
- 2005년 - 대한민국의 가수 제프.
- 2007년 - 덴마크의 공주 덴마크 공주 이사벨라.
- 2008년 - 대한민국의 가수 혜인.
- 2011년 - 대한민국의 영화배우 조현서

### 미상
- 대한민국의 가수 김사월.

## 사망
- 1109년 - 영국의 철학자 안셀무스 칸투아리엔시스. (?~)
- 1142년 - 프랑스의 철학자 피에르 아벨라르. (1079년~)
- 1509년 - 영국의 국왕 헨리 7세. (1457년~)
- 1699년 - 프랑스의 작가 장 라신. (1639년~)
- 1736년 - 프랑스 태생의 오스트리아의 장군 외젠 드 사부아 공자. (1663년~)
- 1910년 - 미국의 소설가 마크 트웨인. (1835년~)
- 1942년 - 대한민국의 독립운동가 이필주. (1870년~)
- 1944년 - 대한민국의 독립운동가, 장로회 목사 주기철. (1897년~)
- 1945년 - 제2차 세계 대전 당시 활약한 독일의 군인 발터 모델. (1891년~)
- 1946년 - 영국의 경제학자 존 메이너드 케인스. (1883년~)
- 1960년 - 대한민국의 소설가 이무영. (1908년~)
- 1980년 - 러시아 생물학자, 생화학자, 알렉산드르 오파린. (1894년~)
- 1987년 - 일본의 야구인 나카지마 하루야스. (1909년~)
- 1989년 - 대한제국의 마지막 황녀, 덕혜옹주. (1912년~)
- 2004년 - 이츠케리아 체첸의 공화국 제1대 대통령 조하르 두다예프. (1944년~)
- 2005년 - 중화인민공화국의 정치인 장춘차오. (1917년~)
- 2009년 - 대한민국의 정치인 이의근. (1938년~)
- 2010년 - 스페인의 정치가이자 외교관, 전 국제 올림픽 위원회 위원장 후안 안토니오 사마란치. (1920년~)
- 2016년 - 미국의 가수 프린스. (1958년~)
- 2017년
  - 대한민국의 정치인 한병기. (1931년~)
  - 영국의 축구 선수 우고 에히오구. (1972년~)
- 2018년
  - 미국의 배우 번 트로이어. (1969년~)
  - 일본의 최장수인 다지마 나비. (1900년~)
- 2019년
  - 대한민국의 배우 구본임. (1969년~)
  - 미국의 영화배우 켄 커처벌. (1935년~)
- 2020년
  - 독일의 음악가 플로리안 슈나이더. (1947년~)
  - 미국의 영화배우 디미트리 디아첸코. (1968년~)
  - 일본의 기업인 다테이시 요시오. (1939년~)
- 2021년 - 독일의 영화배우 토마스 프리치. (1944년~)
- 2022년
  - 케냐의 제3대 대통령 음와이 키바키. (1931년~)
  - 프랑스의 영화배우 자크 페랭. (1941년~)
- 2023년 - 대한민국의 배우 조상건. (1946년~)
- 2024년
  - 미국의 싱어송라이터 챈 로메로. (1941년~)
  - 대한민국의 법조인 신귀섭. (1955년~)
  - 미국의 언론인 테리 앤더슨. (1947년~)
- 2025년
  - 미국의 영화배우 윌 허친스. (1930년~)
  - 바티칸 시국의 제266대 가톨릭 교황 프란치스코. (1936년~)

## 기념일
- 과학의 날: 대한민국
- 브라질리아 천도 기념일(Inauguration of Brasília): 브라질
- 식목일(National Tree Planting Day): 케냐

## 같이 보기
- 전날: 4월 20일 다음날: 4월 22일 - 전달: 3월 21일 다음달: 5월 21일
- 음력: 4월 21일
- 모두 보기